# Champagnegaloppen (film)
 For alternative betydninger, se Champagnegaloppen (flertydig). (Se også artikler, som begynder med Champagnegaloppen)
Champagnegaloppen er en dansk film fra 1938 om komponisten H.C. Lumbye. Filmen er instrueret af George Schnéevoigt efter manuskript af Fleming Lynge.

## Medvirkende
Blandt de medvirkende kan nævnes:
- Annie Jessen
- Svend Methling
- Valdemar Møller
- Agnes Rehni
- Johannes Poulsen
- Victor Montell
- John Price
- Eigil Reimers
- Torkil Lauritzen
- Ellen Gottschalch
- Else Højgaard
- Helga Frier